# Sandra Benad
Sandra Benad-Mangold (ur. 9 maja 1973) – niemiecka szablistka, dwukrotna medalistka mistrzostw świata.
Podczas mistrzostw świata w Budapeszcie w 2000 roku wywalczyła brązowy medal w turnieju indywidualnym, plasując się za reprezentującą Azerbejdżan Jeleną Żemajewą i Włoszką Ilarią Bianco. Na rozgrywanych rok później mistrzostwach świata w Nîmes Niemki w składzie: Sandra Mangold, Doreen Häntzsch, Sabine Thieltges i Stefanie Kubissa zdobyły drużynowo brązowy medal. W rywalizacji indywidualnej zajęła tam dziewiąte miejsce. 
Nigdy nie wzięła udziału w igrzyskach olimpijskich.
Ponadto zdobyła srebro indywidualnie i złoto drużynowo na mistrzostwach Europy w Koblencji w 2001 roku.